# 珊瑚鸚嘴魚
珊瑚鸚嘴魚，為輻鰭魚綱鱸形目隆頭魚亞目鸚哥魚科的其中一種，分布於中東太平洋的Marquesan群島海域，棲息深度3-25公尺，體長可達31公分，棲息在海灣及礁石坡海域。